# 비행시간형 질량분석법

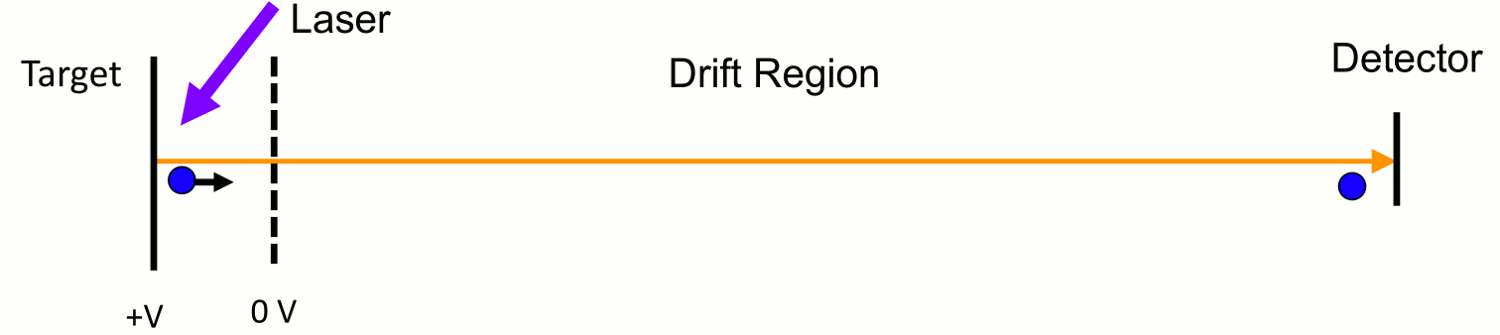
레이저 이온화 비행시간형 질량분석기. 이온은 가속되어 검출기에 도달하기 전에 질량에 따라 분리된다.

1960년대 Bendix MA-2 비행시간형 질량분석기

비행시간형 질량분석법(time-of-flight mass spectrometry, TOFMS)은 비행시간을 측정하여 이온의 비전하를 알아내는 질량분석의 한 방법이다. 이온은 그 세기를 알고 있는 전기장에서 가속된다. 이렇게 가속된 이온은 동일한 전하를 가지는 다른 이온과 같은 양의 운동 에너지를 갖게 된다. 이온의 속도는 비전하에 의존한다. 같은 전하를 가져도 더 무거운 이온이면 도달 속도가 느리며, 가진 전하가 클수록 도달 속도가 빠르다. 이후 거리를 알고 있는 상태에서 이온이 검출기에 도달하는 시간을 측정한다. 걸리는 시간은 이온의 속도와 반비례하므로, 시간을 측정하면 이온의 비전하를 알 수 있다. 이 비전하와 이미 알고 있는 다른 변수들을 종합하면 이온의 종류를 알 수 있다.